# Wir sind Wien – Festival der Bezirke

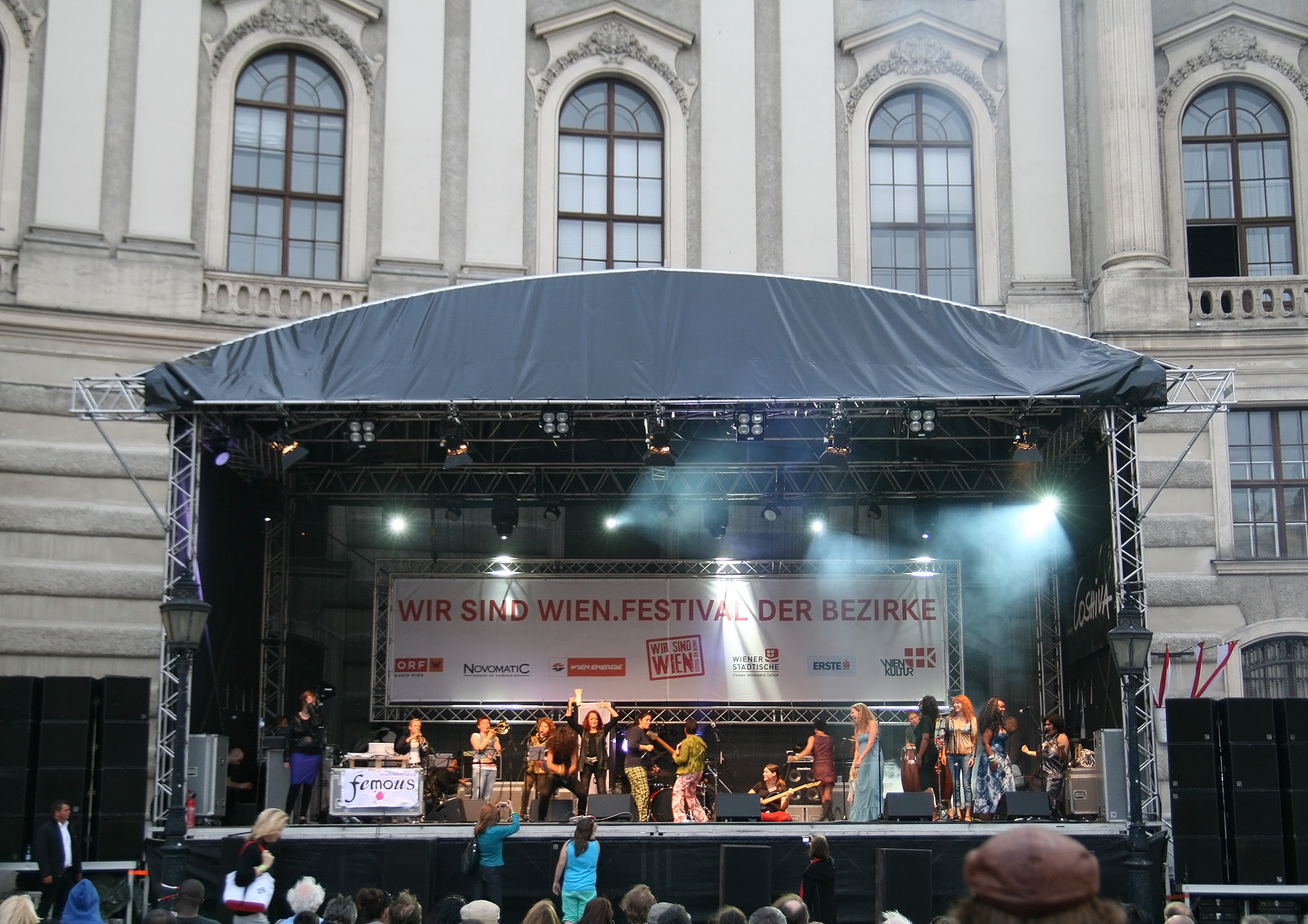
the international femous orchestra (Michaelerplatz 2011)

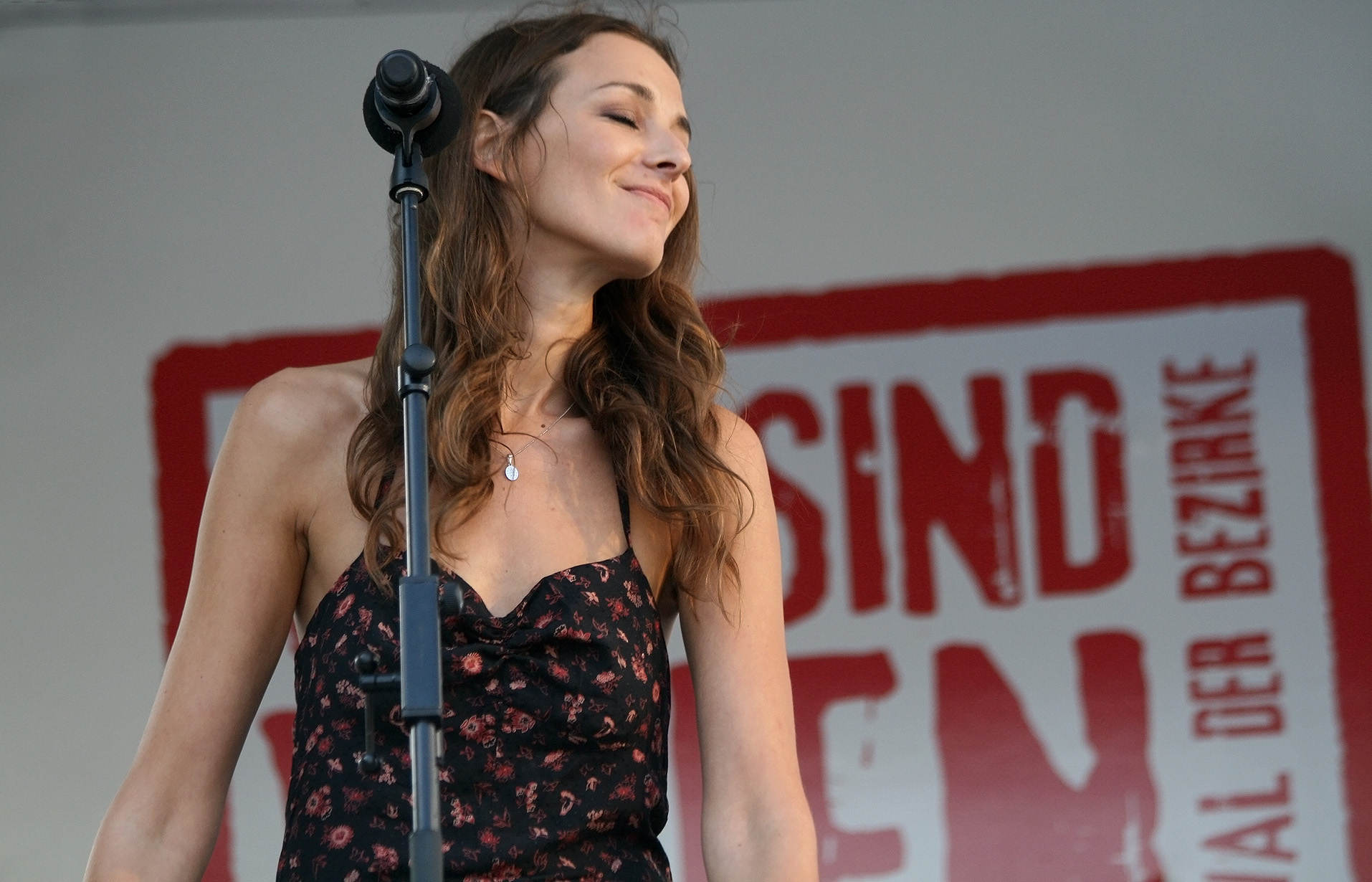
Katika (Meidlinger Platz 2011)

WIR SIND WIEN – Festival der Bezirke, 2009 aus den Wiener Bezirksfestwochen hervorgegangen, ist ein Kulturfestival, das jährlich in Wien stattfindet.

## Geschichte
Die Wiener Bezirksfestwochen fanden von 1951 bis 2008 in allen 23 Wiener Gemeindebezirken jeweils im Mai und Juni für eine Dauer von fünf Wochen parallel zu den Wiener Festwochen statt. Durch die enge Zusammenarbeit mit den Gemeindebezirken ergaben sich Teilfestivals, die jeweils nach den Gemeindebezirken benannt wurden: So gab es etwa Margaretner Bezirksfestwochen oder Floridsdorfer Bezirksfestwochen. 2008 kündigte Ursula Stenzel (ÖVP), die Bezirksvorsteherin des 1. Gemeindebezirks Innere Stadt, die Teilnahme des Bezirks an den Wiener Bezirksfestwochen auf.
Das Festival bestand jeweils aus rund 2.000 Einzelveranstaltungen, die mehrere kulturelle Sparten von Musik und Tanz über Kunstausstellungen bis zu Straßentheater und Lesungen abdeckten. Die Veranstaltungsorte waren ebenso vielfältig und reichten von den Gebäuden der Bezirksvorstehungen bis zu Kaffeehäusern und öffentlichen Parkanlagen. Der Eintritt zu den meisten Einzelveranstaltungen war frei.
Langjähriger Veranstalter der Wiener Bezirksfestwochen ist das Wiener Volksbildungswerk, ein 1955 gegründeter Kultur- und Freizeitverband mit rund 300 Mitgliedsvereinen.

### Seit 2009: WIR SIND WIEN – FESTIVAL der Bezirke

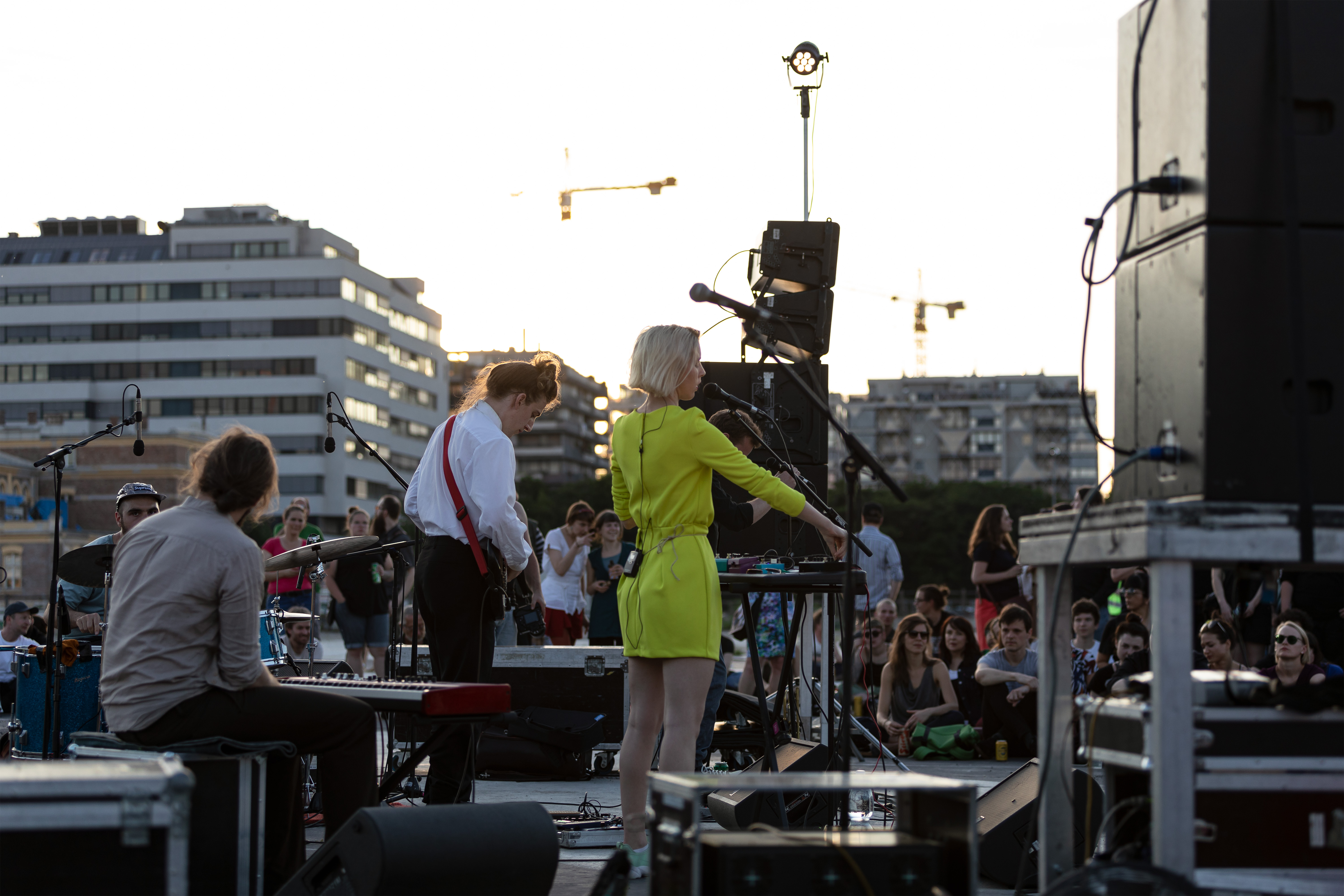
5K HD, Baulückenkonzert während des Festivals 2019

2009 wurde das Festival inhaltlich überarbeitet und in WIR SIND WIEN – FESTIVAL der Bezirke umbenannt. Gleichzeitig wurde das Festival auch terminlich neu positioniert und findet jetzt vom 1. bis zum 23. Juni statt, wobei der Schwerpunkt jeden Tag in einem anderen der 23 Wiener Gemeindebezirke liegt. Die drei Hauptelemente sind:
- Die Festivalbühne, die jeden Tag auf einem Platz oder in einem Park in einem anderen Bezirk aufgebaut wird und bei freiem Eintritt ein Musikprogramm bietet.
- Festivalprojekte aus Kunst und Kultur und Schwerpunktthemen (2010 „Miteinander“, 2011 „Ehrenamtlichkeit“), die in den Bezirken präsentiert werden.
- „Bezirkspotpourri“-Veranstaltungen die auf Empfehlung der Bezirksvorstehungen aus Mitteln des Wiener Volksbildungswerks/Basis.Kultur.Wien unterstützt werden.

### Seit 2018: WIR SIND WIEN.FESTIVAL
Das WIR SIND WIEN.FESTIVAL Konzept bleibt: der Bezirk ist das Datum im Juni, also von 1. Bezirk am 1. bis zum 23. Bezirk am 23. Juni.
Es gibt weiterhin eine Festival Bühne, auf der in den größeren Parks viele unterschiedliche Konzerte, aber auch Kabarett, Kinderprogramm oder gelegentlich sogar eine Oper präsentiert wird. Es finden Workshops, Walks und Lesungen statt.
Auch werden spezielle Wiener Orte u.a Baulücken oder Boote auf der Donau ebenso bespielt wie Museen, Gerichtsgebäude oder Traditionsbetriebe.
Alle Veranstaltungen des WIR SIND WIEN.FESTIVALs finden bei freiem Eintritt statt.